# Lenguas boma-dzing
Las lenguas boma-dzing son un subdivisión de las lenguas bantúes, codificado como subgrupo B.80 en la clasificación de Guthrie. De acuerdo con Nurse & Philippson (2003), algunas de las lenguas del subgrupo B.80 (tiene, mfinu, mpuono) están relacionadas con las lenguas teke (B.70) y algunas variedades de yansi pertenecen a las lenguas yaka (H.30), pero el resto de lenguas forman un grupo filogenéticamente válido. Las lenguas del grupo filogenético son:
- Boma: Boma, Mpe (Kempee), Nunu[1]
- Ding: Ding (Dzing, Di), Ngul (including Ngwi), Lwel (Kelwer), Mpiin, West Ngongo, Nzadi[1]
- Alguna variedad de yansi (quizá el tsong?)

## Comparación léxica
Los numerales en diferentes lenguas boma-dzing son:
| GLOSA | Boma     | Dzing     | Dzing    | Dzing    | Yansi       | Yansi    | PROTO- BOMA-DZING |
| GLOSA | Boma     | Di        | Mpiin    | Nzadi    | Nsong       | Songo    | PROTO- BOMA-DZING |
| ----- | -------- | --------- | -------- | -------- | ----------- | -------- | ----------------- |
| '1'   | mɔy      | -mbeyi    | kímwɛ́s   | ómɔtúk   | mwɛ́s        | mwes     | *mwe-s            |
| '2'   | bɔ'pə    | -oil      | byɛ̌l     | ípe      | yɛ̌ːl / yɔ́ːl | bwel     | *bwali            |
| '3'   | -saːr    | -sar      | bítár    | ísâr     | ɛ́tár        | bitar    | *-tar             |
| '4'   | -ní      | -na       | bína     | íná      | ɛ́ná         | binaŋ    | *-na              |
| '5'   | -tán     | -t'eːn    | bítɛ́ːn   | ítáàn    | ɛ́tɛ́ːn       | bityan   | *-tʰaːn           |
| '6'   | -ʃiɔ'kɔm | syaːm     | bíʃáːm   | ísyɛ́mɛ   | ɛ́ʃɛ́ːm       | bisjã    | *-sʲam            |
| '7'   | -sál     | nsaːmboil | nsámwɛ̂ːn | ntsaamɔ̌n | nsámwɛ̂ːn    | nsambwar | *n-ʦaːmbwal       |
| '8'   | inám     | naːn      | bínán    | ínáána   | ɛ́nán        | kinan    | *-na(ː)n          |
| '9'   | -va      | wa        | bívwa    | iwa      | ɛ́wa         | kiva     | *-wa              |
| '10'  | -ʤíəm    | kwum      | kub      | ʣǔm̀      | ékwǐm       | kwim     | *-kʷum            |